# Lensia baryi
Lensia baryi är en nässeldjursart som beskrevs av Totton 1965. Lensia baryi ingår i släktet Lensia och familjen Diphyidae. Inga underarter finns listade i Catalogue of Life.